# Hot Water Music
Hot Water Music — панк-рок-группа из Гейнсвилла, штат Флорида, образовавшаяся в 1993 году. В состав группы входит Чак Раган (вокал, гитара), Крис Воллард (вокал, гитара), Джейсон Блэк (бас-гитара), Джордж Ребело (ударные). В 1996 году, группа, тогда ещё называвшаяся HWM, распалась после выпуска двух синглов,, а через год объявила о своём воссоединении под названием Hot Water Music, взятого из одноимённого сборника рассказов Чарльза Буковски «Музыка горячей воды», изданного в 1983 году. В 2005 году, после того, как Чак Раган покинул группу, чтобы уделять больше внимания семье, коллектив взял перерыв, и по состоянию на май 2006 года группа считалась официально расформированной. Трое членов команды сформировали другой проект — The Draft Джейсона Блэка, Джорджа Ребело и Криса Волларда, чей альбом In a Million Pieces был выпущен 12 сентября 2006 года. Чуть позже, Чак Раган начал сольную карьеру и выпустил несколько релизов на студиях No Idea Records и Side One Dummy Records и в настоящее время работает с последней.
Звучание Hot Water Music строится на двойном вокале, двух гитарах и жёсткой ритм-секцией, которая была разработана бас-гитаристом Джейсоном Блэком и барабанщиком Джорджем Ребело во время их первых музыкальных джаз-проектов в молодости, в Сарасоте, штат Флорида. В ранних записях группы, большинство песен поёт Чак Раган, а Крис Воллард выступает в качестве бэк-вокалиста. Позже, оба будут в равной степени исполнять композиции, а в гораздо более поздних записях вокала Волларда больше, чем Рагана, который исполнял бэк-вокальные партии или основные партии в песнях собственного сочинения. Голос Чака более глубокий и низкий, в то время как у Волларда более высокий и мелодичный, хотя оба вокалиста динамичны в вокальном плане, и могут петь мягче, в зависимости от композиции.
Группа воссоединилась в 2007 году, дала несколько концертов и в данный момент работает над новым альбомом. Коллекция записей Hot Water Music на CD и виниле была издана лейблом No Idea Records под названием Till the Wheels Fall Off. По словам Джейсон Блэка в интервью музыкальному изданию «Alternative Press», релиз будет включать в себя неизданный трек [«Home»], записанный ранее [в 2004 году, во время выпуска The New What Next].
Участники группы также приняли участие во многих сайд-проектах, например, Blacktop Cadence, Cro(w)s, Unitas и Rumbleseat, а также сотрудничали со многим группами, например, Alkaline Trio, The Bouncing Souls и Against Me!.

## Дискография

### Студийные альбомы
- Finding The Rhythms — Toybox Records / No Idea Records (1996)
- Forever And Counting — Doghouse Records (1997) / No Idea Records переиздание (2008)
- Fuel For The Hate Game — Toybox Records / No Idea Records (1998)
- No Division — Some Records (1999) / No Idea Records переиздание (2007)
- A Flight And A Crash — CD на Epitaph Records / LP на No Idea Records (2001)
- Caution — CD на Epitaph Records / LP на No Idea Records (2002)
- The New What Next — CD на Epitaph Records / LP на No Idea Records (2004)
- Exister (Rise Records, 2012)
- Light It Up — Rise Records (2017)

### Компиляции
- Never Ender — No Idea Records (2001)
- Till the Wheels Fall Off — No Idea Records (2008)

### Live-альбомы
- Live at the Hardback — No Idea Records (1999)

### EP
- Push For Coin (оригинальный релиз на кассете) (1995) / CD на Happy Days Records (1995)
- Eating The Filler 7" — Toybox Records / Kung Fu Zombie (1995)
- Split with Swivel Stick 7" — Tuesday Morning Records (1995)
- Split with Tomorrow 11" — No Idea Records (1995)
- You Can’t Take The Boy Out of Brandenton 7" — Schematics Records (1996)
- Alachua 7" — Allied Recordings (1997) / No Idea Records переиздание (1999)
- Split with Clairmel 8.5" — No Idea Records (1998)
- Split with Six Going On Seven 7" — Some Records (1998)
- Split with Rydell 7" — Scene Police / Ignition (1998)
- 403 Chaos Comp: Florida Fucking Hardcore (Comp) (1998)
- Moments Pass 7" — No Idea Records (1999)
- Where We Belong 7" — No Idea Records (1999)
- Moonpies for Misfits CD — No Idea Records (1999) Компиляции Moments Pass 7" и Where We Belong 7"
- Split with Muff Potter 7" — Green Hell Label (2003)
- Live In Chicago #1 7" — No Idea Records (2010)
- Live In Chicago #2 7" — No Idea Records (2010)
- Live In Chicago #3 7" — No Idea Records (2010)
- Live In Chicago #4 7" — No Idea Records (2010)
- Live In Chicago #5 7" — No Idea Records (2011)

### Сплиты
- * F State Revisited 7" (сплит с Screaming Fat Rat) — Snuffy Smile (1998)
- BYO Split Series, Vol. 1 LP/CD (сплит с Leatherface) — Better Youth Organization (1999)
- Alkaline Trio/Hot Water Music CD/Picture Disc (сплит с Alkaline Trio) — Jade Tree Records CD / No Idea Records Picture Disc (2002)
- Colors, Words, And Dreams 7" (сплит с The Casket Lottery) — Second Nature Recordings (2002)
- Сплит с The Bouncing Souls 7" — Chunksaah Records (2011)